# Плава (завод)
АО «Плава» — ведущее российское предприятие в области производства оборудования для переработки молока.
Расположено: г. Плавск Тульской области, ул.Коммунаров, д. 27

## История
Основано в 1874 году крестьянином А. М. Тепляковым в деревне Самохваловка (ныне Молочные Дворы) как мастерская по ремонту сельскохозяйственных машин. Спустя два года здесь уже как на фабрике теперь производятся молотилки, веялки, плуги, бороны и другие сельскохозяйственные орудия.
В 1885 году фабрика разделяется и её часть переводится в Плавск. К 1918 году предприятие было национализировано. В 1925 году в честь союза между рабочим классом и крестьянством, городом и деревней, фабрика получила название «Смычка».
Производство бурно развивалось, и в 1928 году
Фабрика была преобразована в «Плавский машиностроительный завод «Смычка». Спустя два года обе бывшие фабрики вновь объединяются и целиком переводятся в Плавск.
В 1938 году советская власть поставила задачу заводу освоить производство сепараторов для пищевой промышленности, которые ранее на территории страны серийно не выпускались. В том же году началось изготовление сепараторов  производительностью до 600 л/час с ручным и механическим приводами.
Во время войны завод был эвакуирован в Пензенскую область. За недолгую оккупацию фашистами Плавска цеха и оставшееся оборудование в большинстве были уничтожены, однако сразу после освобождения на Смычке было организован выпуск корпусов снарядов и авиабомб.
Ещё в военное время предприятие готовилось к выпуску новой гражданской продукции, и в 1946 году завод освоил производство сепараторов «Звезда».
Пик развития завода пришёлся на 1980-е гг. На предприятии работало свыше 2000 человек. Новые модели центрифуг разрабатывались на созданном при заводе конструкторском бюро. Продукция завода экспортировалась более чем в 40 стран мира. Планировалось дальнейшее расширение производства и массовое строительство жилья для работников в городе.
Однако эти планы после распада СССР остались нереализованными. Производство сильно сократилось, в 2023 году на заводе осталось чуть менее 200 человек.
В 2009 году предприятие было переименовано. Так решили потому, что с начала XXI века вся продукция Смычки поставлялась под торговой маркой Плава, и для лучшей узнаваемости бренда было решено так назвать и сам завод.

## Деятельность

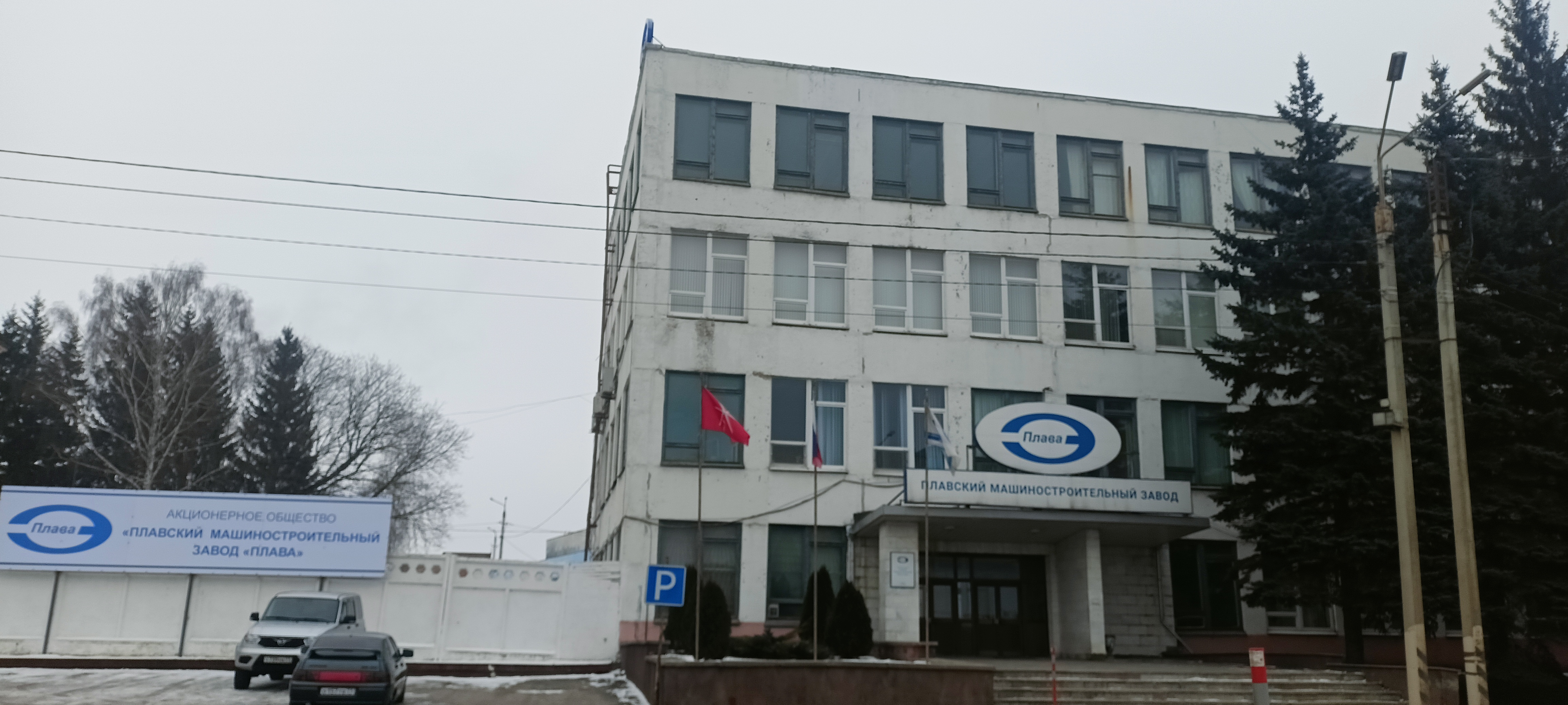
Завод Плава

На сегодняшний день завод Плава выпускает центробежные сепараторы для нужд пищевой, фармакологической, химической промышленности. Продукция завода используется на 90 % молочных предприятий России, также сохраняется экспорт за рубеж.
Официальные представители АО «Плава» работают в Беларусии, Болгарии, Венгрии, Китае, Литве, Румынии.

## Отчётность за 2023 год
- Выручка компании насчитывала 489 млн руб.
- Чистая прибыль компании составила 77,8 млн руб.
- Уплачено налогов 49,4 млн руб
- Средняя зарплата работников 50,000 руб[5]